# 34
34. је била проста година.

## Догађаји
- Изграђен је римски аквадукт Понт ду Гард, дужине 50 км, који се завршава у Ниму.
- Невије Суторије Макрон стекао је наклоност у Римском царству подметањем своје жене Еније Тразиле Калигули.
- Рим интервенише у Јерменији (34–37 н.е.).
- Староседеоци Дакије побунили су се против сарматског племена Јазига, који их је поробио.